# Mlada

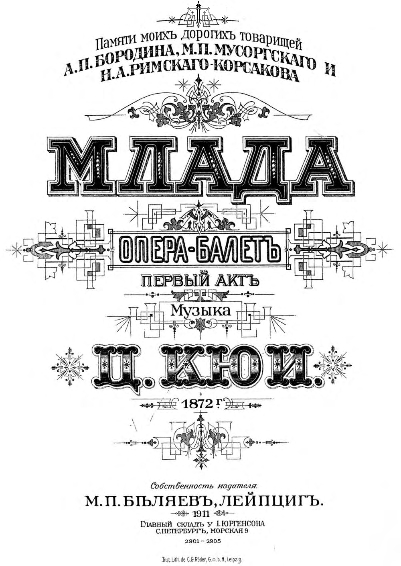
Partiturets titelsida för César Cuis bidrag till Mlada, publicerat "till minne av mina kära kamrater A. P. Borodin, M. P. Mussorgskij, och N. A. Rimskij-Korsakov" (M. P. Belyayev, Leipzig, 1911).

För operabaletten av Rimskij-Korsakov, se Mlada (opera).
Mlada (Ryska:Млада) var ett projekt som startades 1870 av Stepan Gedeonov (1816–1878), chef för Sankt Petersburgs kejserliga teatrar, ursprungligen tänkt som en balett med musik av Aleksandr Serov och koreografi av Marius Petipa.
Projektet reviderades 1872 som en opéra-ballet i fyra akter med libretto av Viktor Krylov. Arbetet med musiken delades upp mellan César Cui, Modest Mussorgskij, Nikolaj Rimskij-Korsakov och Aleksandr Borodin, med balettmusik skriven av Léon Minkus. Projektet fullbordades aldrig och trots att mycket av musiken var komponerad existerar ingen tryckt upplaga.
Verket ska inte sammanblandas med den fullbordade  operabaletten Mlada (1890) av Nikolaj Rimskij-Korsakov, vilken använder samma libretto av Krylov, men för övrigt är en helt annan komposition.

## Historia

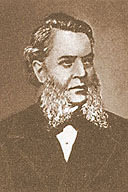
Stepan Gedeonov (1816–1878)
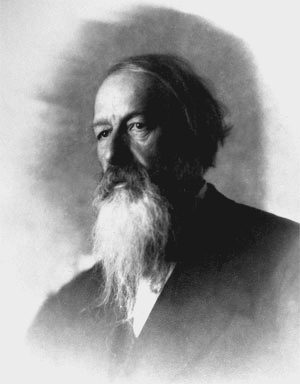
Vladimir Stasov (1824–1906)
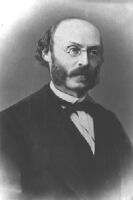
Léon Minkus (1826–1917)
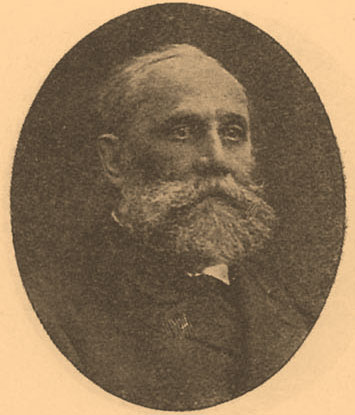
Viktor Krïlov (1838–1908)

Mlada 
Handlingen i Mlada omarbetades med ny tid och annan plats från baletten L'Ombre av Filippo Taglioni med premiär 1839 i Sankt Petersburg.
Serov dog emellertid 1872 innan han hade hunnit komponera någonting. Gedeonov reviderade sin idé till en opéra-ballet med libretto av Viktor Krïlov, och 1872 föreslog han Vladimir Stasov att samarbeta med fyra medlemmar av De fem; César Cui, Nikolaj Rimskij-Korsakov, Modest Mussorgskij och Aleksandr Borodin; vilka skulle skriva musiken till sångpartierna. Léon Minkus, vid den tiden balettkompositör vid Bolsjojteatern i Sankt Petersburg, skulle skriva balettmusiken.
Rimskij-Korsakov skriver i sina memoarer följande detaljer rörande verkets begynnelse 
provides the following details concerning the work's genesis in his memoirs, Chronicle of My Musical Life, 1909:
"Gedeonov, chef för den kejserliga teatern vid den tiden, hade initierat idén med ett verk som skulle kombinera balett, opera och spektakel. För detta syfte hade han skrivit ett program för en scenföreställning i fyra akter över ett ämne lånat från slaverna och hade givit i uppdrag till Krylov att arbeta fram texten. Mlada, med sin blandning av fantasi och vardagsrealism, var ett mycket välkommet ämne för musikalisk behandling. Gedeonov frågade Cui, Borodin, Mussorgskij och mig själv att komponera musiken; vad mera, Minkus skulle komponera balettmusik. Vem som låg bakom denna förfrågan vet jag inte. Jag misstänker påverkan från Lukasjevitj, en ämbetsman för Styrelsen för teatrarna, som hade börjat få makt under Gedeonov … Jag tror också att inget hade kunnat ske utan att Stasov hade lagt sig i. De fyra av oss bjöds in till Gedeonov för en gemensam arbetsinsats. Akt I, den mest dramatiska, anförtroddes den mest dramatiske av oss; Cui; akt IV; en mix av dramatik och poesi, till Borodin; akt II och III delades mellan Mussorgskij och mig själv. Några delar av akt II (folkvisekörerna) anförtroddes mig; den första delen av akt III (skuggornas flykt och Mladas entré) sparades till mig; medan Mussorgskij tog sig an andra delen - Tjernobogs entré, för vilken han ville använda sin En natt på Blåkulla.

Idén med Mlada och de få skisserna jag gjorde till den tog mig bort från Flickan från Pskov och Stengästen. Cui komponerade hela akt I av Mlada tämligen fort. Borodin, som hade varit besviken med Furst Igor, tog en hel del användbar material från den, komponerade en del ny musik, och skrev nästan hela utkasten till akt IV. Mussorgskij komponerade 'Prinsarnas marsch' över ett ryskt tema såväl som andra delar av akt II; han gjorde också en del ändringar i sin En natt på Blåkulla och omarbetade den för Tjernobogs entré i akt III av Mlada. Å andra sidan, mina anteckningar till körerna i akt II, och skuggornas flykt i akt III, låg ännu ofullbordade och inget skulle komma från dem, tack vare en viss lathet och obeslutsamhet när det gällde skriva musik till ett otillräckligt scenario.
Gedeonovs idé var dömt att aldrig realiseras. Han lämnade snart sin post som chef för de kejserliga teatrarna och försvann ur sikte. Mlada försvann i glömska och vi andra försökte fullborda arbetet; allt vi hade komponerat till Mlada fann vägar in i andra kompositioner senare."
Trots att musiken i stort sett var fullständig sattes verket aldrig upp. Till dags dato föreligger det ingen utgiven upplaga av musiken till Mlada.

## Personer
- Prinsessan Vojslava, dotter till Mstivoj
- Mstivoj, prins av Retra
- Svjatokhna, senare förvandlad till gudinnan Morana
- Jaromir, prins av Arkona, Vojslavas fästman, tidigare förlovad med Mlada
- En rutenare
- Lumir, en tjeckisk sångare
- En präst
- Översteprästen
- Tjernobog
- Mlada

## Handling
Tid: 900-talet
Plats: Polabernas land mellan Östersjön och floden Elbe.
Notering: Vissa delar av handlingen är motsägelsefulla på grund av bristfällig dokumentation i 1872 års projekt, och härrör från Minkus synopsis till Minkus balett Mlada (1879) och Rimskij-Korsakovs fullbordade opera med samma namn (1890).

### Akt 1
Mstivos slott
Vojslava har dödat Mlada, Jaromirs brud för att få ha honom för sig själv. Med hjälp av underjordens gudinnan Morana har hon tillfångatagit Jaromir. Men han ser mördaren i sina drömmar.

### Akt 2
En plats nära Retra vid floden Dolinskoje
Vid midsommarfesten dansar folket, men Mladas ande bryter sig emellan Jaromir och Vojslava.

### Akt 3
Natt. En klyfta i berget Triglav
På natten leder Mlada Jaromit uppför berget Triglav, där de dödas samlar. I häxsabbaten ser Jaromir en syn av Kleopatra.

### Akt 4
Utanför Radegasts tempel i Retra
Jaromir får av andarna veta att Vojslava är skyldig. Hon erkänner och han dödar henne. Morana förstör templet men Jaromir förenas med Mlada i himlen.

## Senare användning av musiken

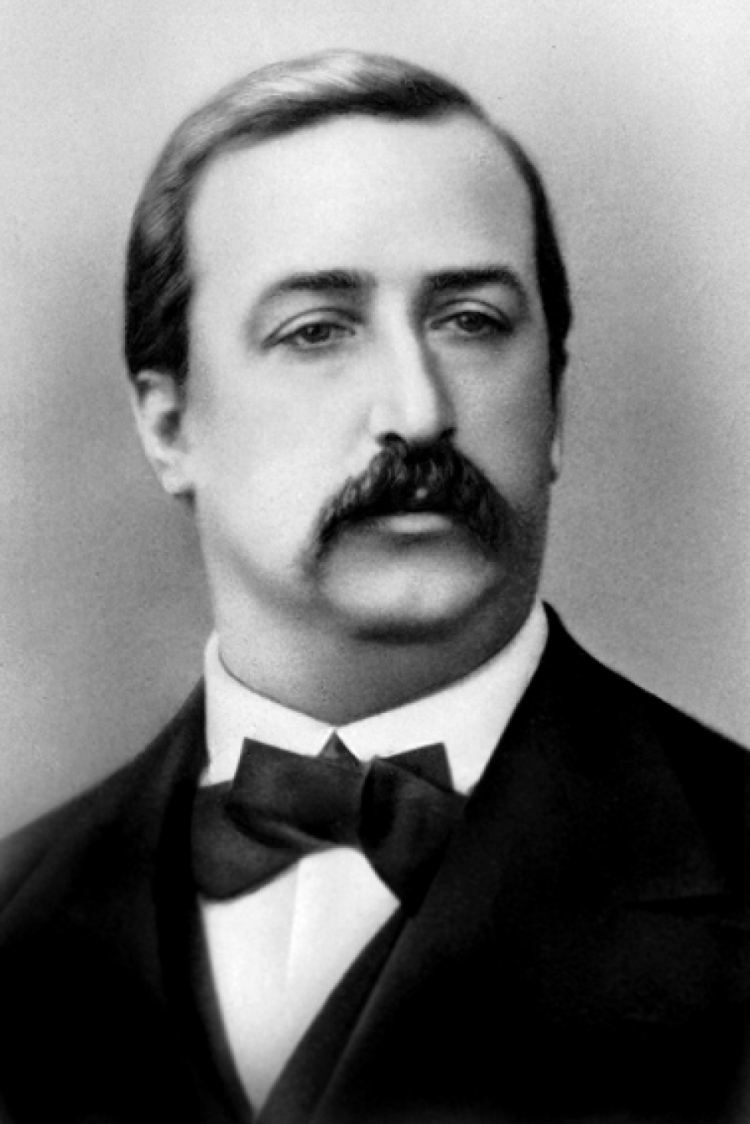
Aleksandr Borodin (1833-1887)
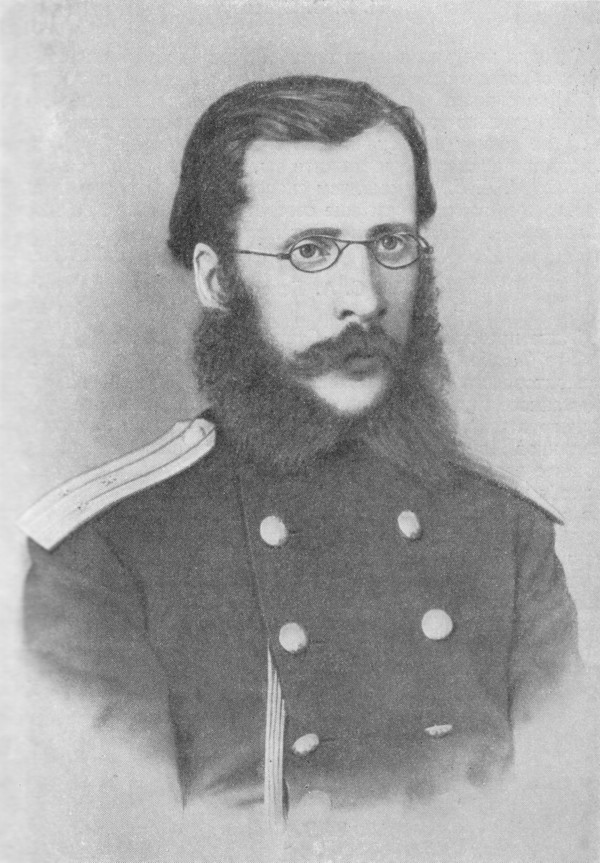
César Cui (1835–1918)
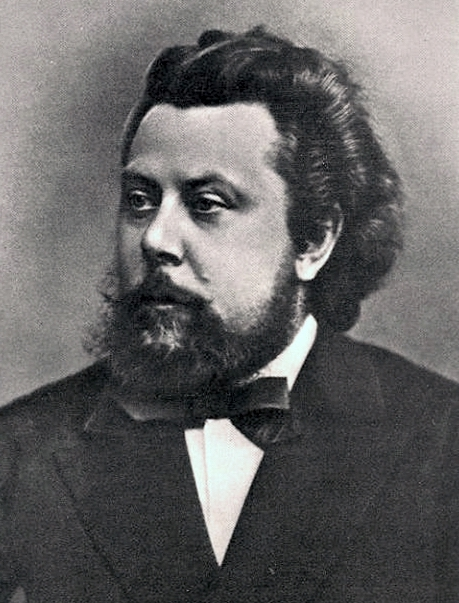
Modest Mussorgskij (1839–1881)
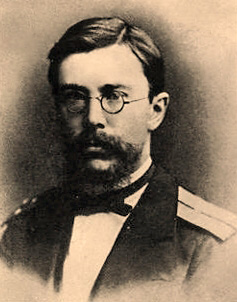
Nikolaj Rimskij-Korsakov (1844–1908)

De flesta kompositörerna återanvände sin musik från 1872 i senare verk.
Cui
Den enda utökade, icke-återanvända musiken från De fem:s Mlada är akt 1, som komponerades av Cui (förutom viss balettmusik av Minkus). Trots att Cui lånade en terzett från operan till sin revidering av Fången i Kaukasus 1881-1882, var återstoden av akten inte lämpad för andra verk. Senare i livet (1911) granskade och publicerade han akt I. Han dedicerade den till minnet av Borodin, Mussorgskij och Rimskij-Korsakov.
Mussorgskij
Mussorgskij bidrog med fyra nummer; två lånade från tidigare verk och två nykomponerade. Alla skulle komma att återanvändas i senare verk:
1. 'Marknadsscenen' (Сцена торга, Stsena torga) i akt II blev senare omarbetad till en liknande scen i operan Marknaden i Sorotjinsk (1880).
2. 'Slagsmålet' (Кулачный бой, Kulachnïy boy) i akt II var ett lån från 'Tempelscen: Folkets kör' från Oedipus i Athen (1860), Mussorgskijs tidigaste scenverk. Mussorgskij hade gjort försök att återanvända detta stycke i Salammbô (1866), och hade planer att göra så igen i Marknaden i Sorotjinsk.
3. 'Prinsarnas och prästernas marsch' (Марш князей и жрецов, Marsh knyazey i zhretsov) i akt II blev senare omarbetad som Tillfångatagandet av Kars (1880), ett orkesterverk. Marschens huvudtema hämtades från sång nr 6 (А как по лугу, лугу, A kak po lugu, lugu) i Milij Balakirevs Antologi över ryska folksånger (1866). Detta tema användes senare av Tjajkovskij som öppningstema i 4:e satsen till Serenad för stråkar, op. 48 (1880). Mussorgskijs march är en motsvarande komposition till Rimskij-Korsakovs 'Prinsarnas procession' i hans egen version av Mlada.
4. 'Tjernobogs förhärligande' (Славленье Чёрнобога, Slavlenye Chornoboga) i akt III hämtades från den symfoniska dikten En natt på Blåkulla (1867), och omarbetades senare om som 'Bondpojkens dröm' i Marknaden i Sorotjinsk (1880). Ytterligare tillägg gjordes av vokala inslag med solister och kör. Manuskriptet till 'Tjernobogs förhärligande' återanvändes som 'Bondpojkens dröm'.

Borodin
Efter Borodins död granskade och publicerade Rimskij-Korsakov finalen till akt IV som ett konsertant orkesterstycke.
| Akt   | Kompositör                                                                                         | Mlada handling 1872 | Lån och senare användande av musiken |
| ----- | -------------------------------------------------------------------------------------------------- | --- | --- |
| Akt 1 | Cui                                                                                                | ● Vojslava och Mstivoj ● Vojslava och Svjatokhna ● Jaromirs entré ● Jaromirs drömmar ● Jaromir och retenarna | Senare publicerad som Mlada: Den första akten (1911) |
| Akt 2 | Mussorgskij                                                                                        | Marknadsscenen | Senare använd som Marknadsscenen (i act 1, scen 1) i operan Marknaden i Sorotjinsk (1880) |
| Akt 2 | Slagsmålet                                                                                         | Lån från 'Tempelscen: Folkets kör' från Oedipus i Athen (1860) Senare planerad att omarbetas för operan Marknaden i Sorotjinsk (1880) | |
| Akt 2 | Lumir och tjeckerna                                                                                | — | |
| Akt 2 | Prinsarnas och prästernas marsch                                                                   | Senare omarbetad som Tillfångatagandet av Kars (1880), ett orkesterstycke. I mittsektionen (trion) är "Prästernas tema" av Rimskij-Korsakov (av honom kallad "melodi till ett hedniskt bröllop") och användes i andantet i Stråkkvartett i F-Dur (1875) | |
| Akt 2 | Rimskij-Korsakov                                                                                   | ● Spådomen ● Folkdanser ● Kolo (Khorovod) | ● En del musik från Mlada var från "Pannochkas harpsång" (i akt III, No.13) i Majnatten (1879) ● Kolo var från akt III, No. 13c i Majnatten ● Två skisser till Mlada hamnade i Snöflickan (1881) och blev där Mizgirs motiv "Oh, säg mig, säg mig, säg blott ett ord" samt "den harmoniska grunden till lysmaskens motiv" |
| Akt 3 | ● Skuggornas flykt ● Mladas entré                                                                  | | ● En del musik från Mlada var från "Pannochkas harpsång" (i akt III, No.13) i Majnatten (1879) ● Kolo var från akt III, No. 13c i Majnatten ● Två skisser till Mlada hamnade i Snöflickan (1881) och blev där Mizgirs motiv "Oh, säg mig, säg mig, säg blott ett ord" samt "den harmoniska grunden till lysmaskens motiv" |
| Akt 3 | Mussorgskij                                                                                        | ● De mörka andarnas sabbat ● Drottning Kleopatras entré ● Jaromir vaknar | Några teman var lån från tondikten En natt på Blåkulla (1867); senare omarbetad som Bondpojkens dröm (akt I, scen 2) i operan Marknaden i Sorotjinsk (1880) |
| Akt 4 | Borodin                                                                                            | Nummer 1-4: ● Radegasts gåvor ● Jaromir och prästerna ● Jaromir och andarna ● Jaromir och Vojslava | Dessa nummer användes senare i Furst Igor (1887): ● Öppningskör (i prologen) ● Jaroslavnas arioso och Igors aria (i akterna 1 & 2) ● Gryningen (i prologen) ● Trion (i akt III) |
| Akt 4 | Nummer 5-7: ● Moranas hämnd ● Storm och flod, templets förstörande ● Mlada och Jaromir återförenas | Final till akt IV av Mlada (1892), konsertstycke orkestrerat av Rimskij-Korsakov | |
| Akt 4 | Nummer 8: Slutet                                                                                   | Material senare använt i Furst Igor (1887): Slutkören | |

## Besläktade verk
Mlada (1879), en balett av Léon Minkus
En ren balettupplaga av handlingen realiserades senare av koreografen Marius Petipa och tonsättaren Léon Minkus. Den hade premiär den 2 december 1879, året efter Gedeonovs död, på Sankt Petersburgs Kejserliga Bolsjojteater av den kungliga balettkåren. En senare produktion av baletten sattes upp av Petipa den 25 september 1896.
Mlada (1890), en opéra-balett av Nikolaj Rimskij-Korsakov
1889-1890 komponerade Rimsky-Korsakov en egen version av 1872 års verk. Operabaletten hade premiär den 1 november 1892 på Mariinskijteatern i Sankt Petersburg dirigerad av Eduard Nápravník.